# Confetti (canción)
«Confetti» es el cuarto y último sencillo del sexto álbum de estudio, del mismo nombre, del grupo británico Little Mix. Fue lanzado originalmente por RCA UK el 4 de noviembre de 2020, como el tercer sencillo promocional del álbum. Fue compuesto por MNEK, Kamille, Maegan Cottone y TMS.
El remix de «Confetti», con la colaboración de la rapera americana Saweetie, fue lanzado el 30 de abril de 2021. El remix fue el primer sencillo de Little Mix como trio, luego de que Jesy Nelson abandonara el grupo en diciembre de 2020. El video musical del remix fue lanzado el mismo día que la canción. La versión remix fue incluida como bonus track, incluida en el vinilo lanzado especialmente como parte del "Récord Store Day" el 12 de junio.

## Video musical
El video musical fue dirigido por Samuel Douek y lanzado el 30 de abril de 2021 junto al remix. El video fue grabado en una discoteca y muestra a los tres miembros del grupo teniendo una batalla de baile con sus alter ego masculinos. Saweetie aparece en el video, fuera de la discoteca, asemejando a un guardia de seguridad. El video de 5:58 minutos muestra un cameo de las drag queens A'Whora, Tayce y Bimini Bon-Boulash, tres drag queens del reality RuPaul's Drag Race UK. Para interpretar a sus alter ego masculinos llamados Lenny, J-Dog y Pez, Leigh-Anne, Jade y Perrie respectivamente, utilizaron prótesis.
Unos días luego del lanzamiento del video, Leigh-Anne Pinnock y Perrie Edwards anunciaron sus embarazos, manteniéndolo oculto en el video al utilizar ropa más ancha.

## Presentaciones en vivo
La primera presentación del tema fue una versión acústica, lanzada el 14 de mayo de 2021 en su cuenta oficial de Youtube. La misma fue presentada luego de la participación del grupo en la serie Released de Youtube. El 20 de mayo el grupo volvió a interpretar la versión acústica, luego de su livestream en TikTok.

## Posicionamiento en listas
Versión álbum
| Listas (2020)                           | Mejor posición |
| --------------------------------------- | -------------- |
| Escocia (Official Charts Company)       | 95             |
| Guatemala (Monitor Latino) Top 20 Anglo | 13             |
| Hungría (Single Top 40)                 | 10             |
| Irlanda (IRMA)                          | 17             |
| Nueva Zelanda Hot Singles (RMNZ)        | 12             |
| Portugal (AFP)                          | 126            |
| Reino Unido (UK Singles Chart)          | 23             |

Versión Saweetie
| Listas (2021)                         | Mejor posición |
| ------------------------------------- | -------------- |
| Bélgica (Ultratip) Flanders           | 34             |
| Estados Unidos (Digital Song Sales)   | 48             |
| Estados Unidos (Billboard Global 200) | 125            |
| Europa Digital Songs (Billboard)      | 4              |
| Nueva Zelanda Hot Singles (RMNZ)      | 15             |
| Reino Unido (UK Singles Chart)        | 9              |

## Certificaciones
| País        | Organismo certificador | Certificación | Ventas certificadas | Ref    |
| ----------- | ---------------------- | ------------- | ------------------- | ------ |
| Reino Unido | BPI                    | Oro           | 400 000             | [ 25 ] |

## Historial de lanzamiento
| País   | Fecha                  | Formato                      | Versión                            | Discográfica   | Ref    |
| ------ | ---------------------- | ---------------------------- | ---------------------------------- | -------------- | ------ |
| Varios | 4 de noviembre de 2020 | Descarga digital y streaming | Versión álbum                      | RCA Records UK | [ 26 ] |
| Varios | 30 de abril de 2021    | Descarga digital y streaming | Saweetie versión                   | RCA Records UK | [ 27 ] |
| Varios | 14 de mayo de 2021     | Descarga digital y streaming | Saweetie versión, Billen Ted remix | RCA Records UK | [ 28 ] |
| Varios | 28 de mayo de 2021     | Descarga digital y streaming | Saweetie versión, Blinkie remix    | RCA Records UK | [ 29 ] |
| Varios | 28 de mayo de 2021     | Descarga digital y streaming | Versión acústica                   | RCA Records UK | [ 30 ] |